# Мілево-Забельне
Мілево-Забельне (пол. Milewo Zabielne) — село в Польщі, у гміні Кобилін-Божими Високомазовецького повіту Підляського воєводства.
Населення — 113 осіб (2011).
У 1975-1998 роках село належало до Ломжинського воєводства.

## Демографія
Демографічна структура станом на 31 березня 2011 року:
|          | Загалом | Допрацездатний вік | Працездатний вік | Постпрацездатний вік |
| -------- | ------- | ------------------ | ---------------- | -------------------- |
| Чоловіки | 57      | 16                 | 33               | 8                    |
| Жінки    | 56      | 14                 | 30               | 12                   |
| Разом    | 113     | 30                 | 63               | 20                   |